# Tetragnatha foliferens
Tetragnatha foliferens är en spindelart som beskrevs av Richard Hingston 1927. Tetragnatha foliferens ingår i släktet sträckkäkspindlar, och familjen käkspindlar.
Artens utbredningsområde är Nicobarerna. Inga underarter finns listade i Catalogue of Life.